# Помяловский, Василий Григорьевич
Василий Григорьевич Помяловский (1810—1866) — протоиерей церкви Департамента уделов и духовный писатель.

## Биография
Отец его, священник Императорской медико-хирургической академии, Григорий Степанович Помяловский, родился в 1789 году и образование получил в Александро-Невской духовной семинарии и скончался в 1843 году. 
Василий Помяловский родился 25 марта 1810 года, в 1825 году поступил в духовное училище, в котором кончил курс и был переведён в Санкт-Петербургскую духовную семинарию. В Семинарии Помяловский изучал предметы (преимущественно древние языки) с большим успехом, и это обстоятельство побудило начальство Семинарии назначить его, в числе 3-х его товарищей в число студентов Санкт-Петербургской духовной академии (в августе 1837 года), где занимался под руководством известных тогда профессоров Кочетова, Левисона, архимандрита Филофея. 
В июне 1841 года В. Г. Помяловский окончил курс Академии, будучи причислен ко 2-му разряду академических воспитанников; причиной, помешавшей ему получить степень магистра, была слабость его здоровья, вследствие которой он долгое время провёл в Академической больнице. По окончании курса, в январе 1842 года, Помяловский был определён в приготовительный класс, находившийся при Императорской Санкт-Петербургской медико-хирургической академии, репетитором, и эту должность, особенно преподавание латинской грамматики, исправлял по октябрь того же года. 
В промежуток времени с марта 1842 года по октябрь 1846 года Помяловский состоял на службе при Александро-Невских училищах преподавателем, в январе 1843 года женился и поступил на место священника при церкви Удельного ведомства; жена его, Ольга Ивановна, была дочерью протоиерея этой церкви, и в первые годы своей службы В. Помяловский помогал своему престарелому тестю в отправлении треб (до 1846 года); по смерти же последнего он стал настоятелем церкви, и на этой должности и скончался в апреле 1866 года. 
Состоя священником, Василий Григорьевич Помяловский принимал деятельное участие в деле образования юношества; так, он, по званию настоятеля церкви Департамента уделов, был законоучителем в бывшем в Удельном ведомстве Землемерном Училище; кроме того, до самой своей смерти обучал Закону Божию малолетних детей приюта Её Величества Королевы Виртембергской Ольги Николаевны, был законоучителем Васильевской частной школы Женского Патриотического Общества и имел много частных уроков. 
В. Г. Помяловский издал следующие книги: в 1843 году: «Рассуждение об образе Божием в человеке», в 1844 году — «Житие святителя Николая Чудотворца», в том же году — «Житие св. св. Зосимы и Савватия»; после своей кончины Помяловский оставил большую библиотеку, часть которой, по его распоряжению, была передана его сыном в Санкт-Петербургскую духовную семинарию, где и составила особый отдел фундаментальной библиотеки под названием: «Библиотека Протоиерея Помяловского».